# میو (میشیگان)
میو (به انگلیسی: Mio) یک منطقهٔ مسکونی در ایالات متحده آمریکا است که در Oscoda County واقع شده‌است. میو ۲۱٫۰ کیلومتر مربع مساحت و ۲٬۰۱۶ نفر جمعیت دارد و ۳۱۱ متر بالاتر از سطح دریا واقع شده‌است.